# (1367) Nongoma
(1367) Nongoma – planetoida z pasa głównego asteroid okrążająca Słońce w ciągu 3 lat i 216 dni w średniej odległości 2,34 au. Została odkryta 3 lipca 1934 roku w Union Observatory w Johannesburgu przez Cyrila Jacksona. Nazwa planetoidy pochodzi od miasta Nongoma, stolicy (do 1980 roku) bantustanu KwaZulu w Południowej Afryce. Przed nadaniem nazwy planetoida nosiła oznaczenie tymczasowe (1367) 1934 NA.